# Cape Elizabeth (Maine)
Cape Elizabeth es un pueblo ubicado en el condado de Cumberland en el estado estadounidense de Maine. En el Censo de 2020 tenía una población de 9,535 habitantes y una densidad poblacional de 250.5 personas por km².
Es el pueblo natal del director de cine siete veces ganador del premio Óscar John Ford (1894-1973).

## Geografía
Cape Elizabeth se encuentra ubicado en las coordenadas 43°34′2″N 70°12′13″O / 43.56722, -70.20361. Según la Oficina del Censo de los Estados Unidos, Cape Elizabeth tiene una superficie total de 118.93 km², de la cual 38.06 km² corresponden a tierra firme y (68%) 80.87 km² es agua.

## Demografía
Según el censo de 2010, había 9.015 personas residiendo en Cape Elizabeth. La densidad de población era de 75,8 hab./km². De los 9.015 habitantes, Cape Elizabeth estaba compuesto por el 96.63% blancos, el 0.45% eran afroamericanos, el 0.19% eran amerindios, el 1.42% eran asiáticos, el 0.06% eran isleños del Pacífico, el 0.28% eran de otras razas y el 0.98% pertenecían a dos o más razas. Del total de la población el 1.44% eran hispanos o latinos de cualquier raza.